# クールラントによるアメリカ大陸の植民地化
クールラントによるアメリカ大陸の植民地化（クールラントによるアメリカたいりくのしょくみんちか、英: Courland colonization of the Americas）では、かつてバルト三国に存在したクールラント公国により1654年から1659年まで、間を置いて1660年から1689年までトバゴ島に作られたヨーロッパ諸国によるアメリカ大陸の植民地化政策中、最も小さい植民地ニュー・クールラントのことを概説する。

## 概略

### クールラント公国
人口20万人のクールラント公国は当時ポーランド・リトアニア共和国に従属していた。公国の元首であるバルト・ドイツ人、ヤーコプ・ケトラー公爵はヨーロッパの商船団の中で最も大きな商船団を設立した人物である。彼は西ヨーロッパ旅行を通して熱心な商業思想を提唱するに至った。それにより金属加工と造船技術は大きく発展。貿易関係は近隣諸国のみに留まらず、イギリス、フランス、オランダ、ポルトガル他にまで及んだ。ヤーコプはラトビア西部の街ウィンダウ（ヴェンツピルス）と、リーバウ（リエパーヤ）の主要港でヨーロッパ最大の商船団の一つを設立した。

### 植民地政策
クールラント公国の船は212人の移住者がトバゴ島に植民地を設立しようと試みた時、少なくとも1637年には西インド諸島にむけて貿易事業のための航海の途上だった。実はこの時以前の1628年にトバゴ島に入植したヨーロッパ人達によって作られたオランダ植民地は、その数か月後にスペインによって破壊されていた。初のクールラント植民地は失敗に終わり、1639年に2度目の植民地設立を試みた。1642年、およそ300人の移住者を乗せた艦長カローン率いる2隻の船はクールラント湾近くの北岸に入植を試みたが今度はカリブ海の先住民族によって追い出された。そしてクールラント公国の注意は移り1651年、初の成功をおさめた植民地を獲得したがそれはアフリカのガンビア川に浮かぶ島、聖アンドレ島でありそこにヤーコプ要塞を建設した。
その後すぐクールラントはトバゴ島に更にもう一つの植民を試みること決断をした。1654年3月20日、クールラント公爵夫人の盾形紋章船が大砲45門、25人の役人、124人のクールラント軍人、そしてトバゴ島を占領する植民者80の家族を乗せて到着。艦長ウィレム・モーレンはトバゴ島をニュー・クールラントと宣言した。また、要塞がトバゴ島の南西に建設されその周囲に建てられた街ヤーコプ・ピルセタ（現ジェームズ・タウン）と同様に要塞はヤーコプ要塞（現ジェームズ要塞）と呼ばれた。また主な地には大クールラント湾、ジェームズ湾、クールラント農園、ニュー・ジェルゲーブ、リエパーヤ湾、そして小クールラント湾のようにクールラント縁の名が付けられた。その他にも福音派ルーテル教会はトバゴ島上陸の最初の年にクールラントの人によって建設された。植民地建設は成功したが、その後すぐオランダ植民地によって保護下に置かれその後数か月を始めることになった。120人のクールラント移住民は1657年にこの地にやって来たがオランダ植民地での間に500人のフランス人移住民が加わりその翌年には人口1200人に達した。
ヨーロッパへの輸出品は砂糖、タバコ、コーヒー、綿、しょうが、藍、ラム、ココア、亀甲、熱帯の鳥とその羽など。
クールラント公国はスウェーデンとポーランドの両国の興味の中心だった。1655年、スウェーデン軍はクールラント公国に侵攻し北方戦争(1655年－1660年)が始まった。その時ヤーコプ公爵はスウェーデン軍によって捕らえられ、1658年から1660年の間捕虜となった。にもかかわらず、この間もトバゴ島と聖アンドレ島の両植民地は繁栄を続けた。しかしながら北方戦争直後、クールラント公国は296のクールラントの移住民家族の大輸送船をトバゴ島に送った。1666年、海賊の攻撃を受けた後、出来るかぎりのクールラントの移住者達をトバゴ島から立ち去らせた。1668年にはクールラント公国の船はヤーコプ要塞の再占拠を試みるがこの時はオランダによって追い払われた。1680年7月、ヤーコプ統治の終盤に再度奪還を試み短期間に再占拠したが新植民はその後も同様に失敗した。ヤーコプは対策として船体と工場の修復を始めたがクールラント公国は2度と以前の水準の繁栄に達する事はなかった。トバゴ島は1683年3月から1686年6月まで見捨てられトバゴ島はその後すぐに、クールラント公国によって売り出され、永久にクールラントの移住者はトバゴ島を立ち去った。にもかかわらず、不在のままトバゴ島知事は1795年まで任命され続けた。
クールラント湾近くのクールラント記念碑は、オランダ植民地の時を記念している。

## ニュー・クールラント歴代総督
- 1642年－1643年、エドワード・マーシャル
- 1643年－1650年、コーネリウス・カローン
- 1654年、エイドリアン・ランプシウス
- 1656年－1659年、ヒューバート・デ・ベヴェレン
- 1660年－1689年、???